# Giuseppe Giacosa
Giuseppe Giacosa (21. října 1847 Colleretto Giacosa, Itálie – 1. září 1906) byl italský básník, herec a libretista.
Giacosa pracoval jako libretista zejména spolu s Luigem Illicou a skladatelem Giacomo Puccinim.

## Dílo
Jeho nejznámější díla:
- Bohéma (1896)
- Tosca (1900)
- Madam Butterfly (1904)